# Louise Védrine
Pour les articles homonymes, voir Védrine.
Louise Védrine est le pseudonyme choisi par Simone de Beauvoir pour désigner Bianca Lamblin, à qui étaient adressées certaines des Lettres au Castor et à quelques autres, de Jean-Paul Sartre. Louise Védrine apparaît également dans les Lettres à Sartre, de Simone de Beauvoir.
La véritable identité de Louise Védrine est révélée dans une biographie de Simone de Beauvoir publiée en 1990 par l'écrivain américain Deirdre Bair. Bianca Lamblin rédige alors, en réponse aux écrits posthumes de Beauvoir, Mémoires d'une jeune fille dérangée.